# Josie Zec
Josephine Ida Zec, conocida artísticamente como Josie Zec es una joven cantante de estadounidense que nació el 1 de noviembre del año 2000 en Filadelfia, dentro de la Mancomunidad de Pensilvania. Con tan solo dos meses se trasladó a Croacia con sus padres.
Tras llegar a Croacia, estuvo residiendo en Dubrovnik hasta que con cuatro años cambió su residencia a Zagreb, ciudad donde reside en la actualidad. Con 11 años participó en el concurso "Startup Weekend Zagreb", donde solo tenía 60 segundos para crear una idea surrealista ingeniosa. Quedó en tercera posición con su idea de una aplicación para iPhone que creaba nuevos animales a partir de la mezcla de otros. Esta idea le sirvió para publicar un foto-libro en noviembre de 2012, titulado "Animingles", que podríamos clasificar en el género de cuento de hadas.
Josie también dirige un vídeo blog con vídeos en línea creados por ella misma donde trata multitud de temas.
El 2 de octubre de 2014 fue seleccionada por la cadena croata Hrvatska Radiotelevizija para representar a Croacia en el Festival de la Canción de Eurovisión Junior 2014 con la canción "Game over".

## Discografía

### Singles
| Año  | Título      | Traducción al español |
| ---- | ----------- | --------------------- |
| 2014 | "Game over" | "Se acabó el juego"   |